# میلسی
میلسی (به انگلیسی: Mailsi) یک شهر در پاکستان است که در وهاری، پاکستان واقع شده‌است. میلسی ۵ کیلومتر مربع مساحت و ۷٬۰۴٬۸۷۸ نفر جمعیت دارد.